# Managua
Managua je hlavním městem Nikaraguy. Je nejlidnatějším městem Nikaraguy a čtvrtým ve středoamerickém regionu (větší jsou Ciudad de Guatemala, San Salvador a Tegucigalpa). V aglomeraci kolem města žije přibližně 1,82 milionu obyvatel. Leží na západě země na břehu jezera Managua. Jméno Managua pochází z výrazu Mana-ahuac indiánského jazyka Nahuatl a lze jej přeložit jako "sousedící s vodou" nebo "obklopená vodou".
Nikaragujským hlavním městem je teprve od roku 1858. Do té doby se status hlavního města stěhoval mezi městy Granada a León.
Město bylo dvakrát zničeno zemětřesením (v letech 1931 a 1972), která poškodila především budovy v centru města. Nové budovy se od té doby stavějí na okrajích původního centra – jeho plocha se využívá nejčastěji jako parkoviště a parky. Na několika místech jsou dodnes jen ruiny způsobené posledním zemětřesením. Modernizace centra začala zintenzivňovat na začátku 90. let 20. století.

## Partnerská města
- San José (Kostarika)
- San Pedro Sula (Honduras)
- San Salvador (Salvador)
- Ciudad de Panamá (Panama)
- Ciudad de Guatemala (Guatemala)
- Caracas (Venezuela)
- Quito (Ekvádor)
- Santiago de Chile (Chile)
- Rio de Janeiro (Brazílie)

- Miami (USA)
- Madison (USA)
- Madrid (Španělsko)
- Valencie (Španělsko)
- Montélimar (Francie)
- Rans (Francie)
- Amsterdam (Nizozemsko)
- Manchester (Spojené království)
- Tchaj-pej (Tchaj-wan)

## Galerie

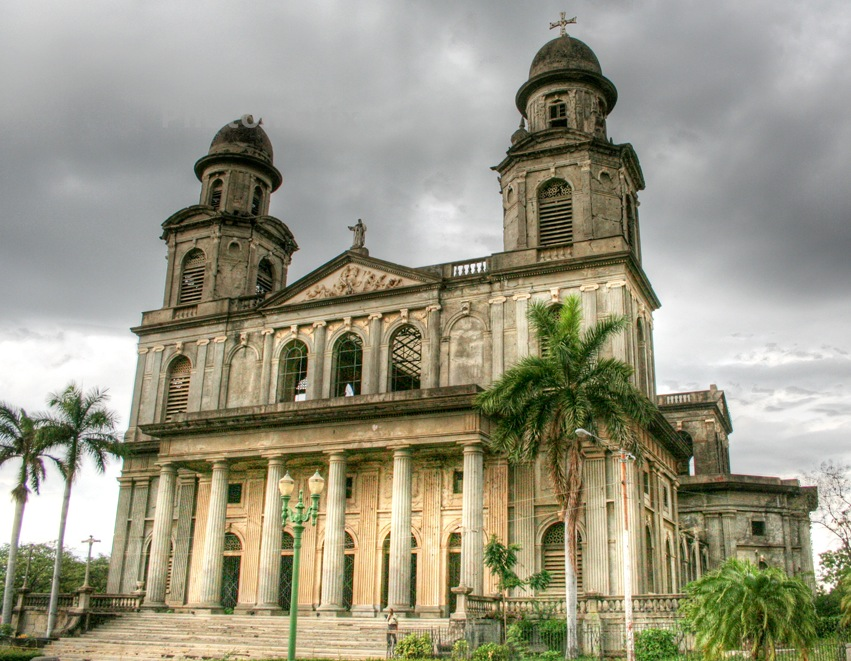
Antická katedrála
Managua v noci
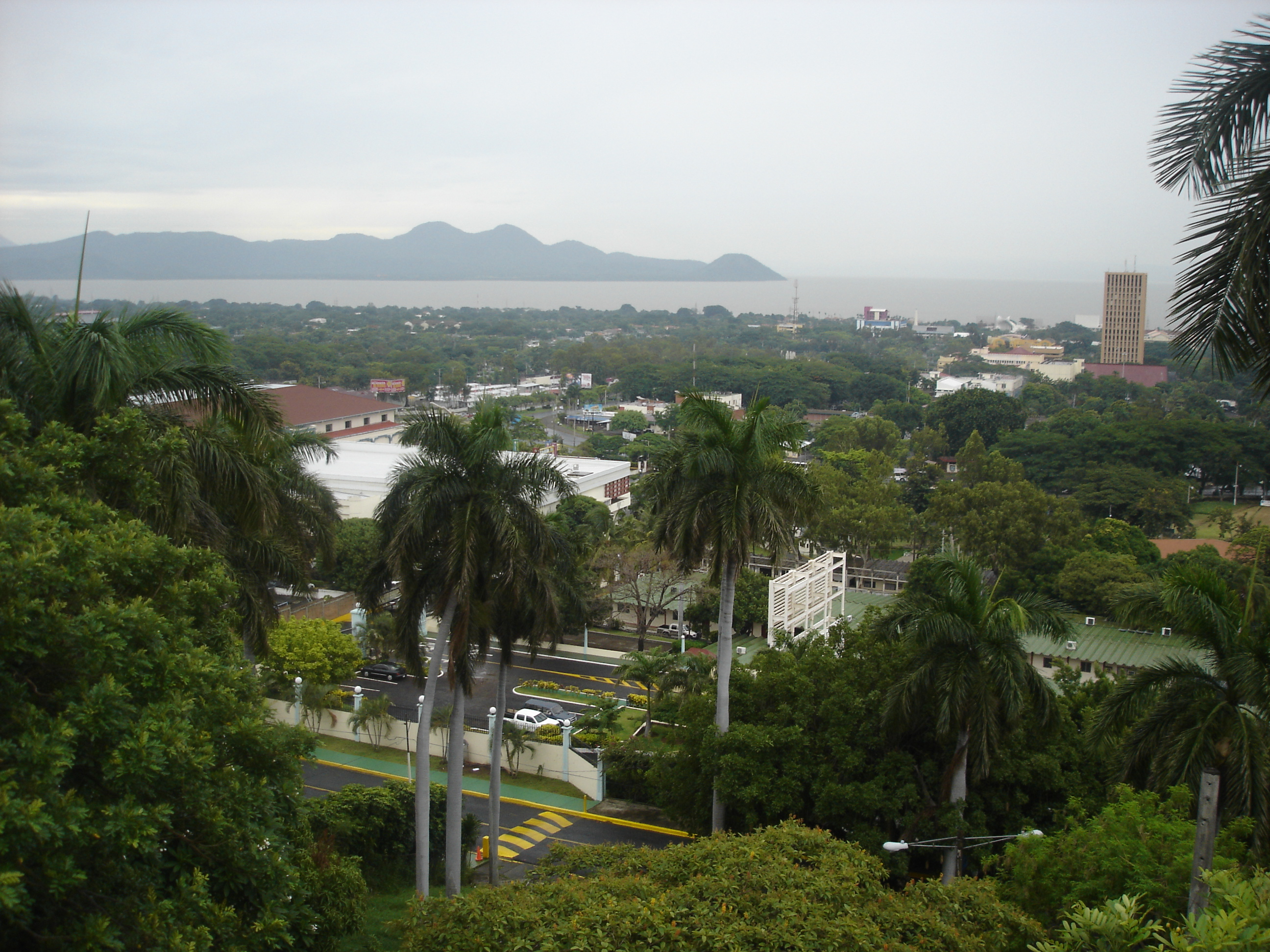
Pohled k moři z jihu
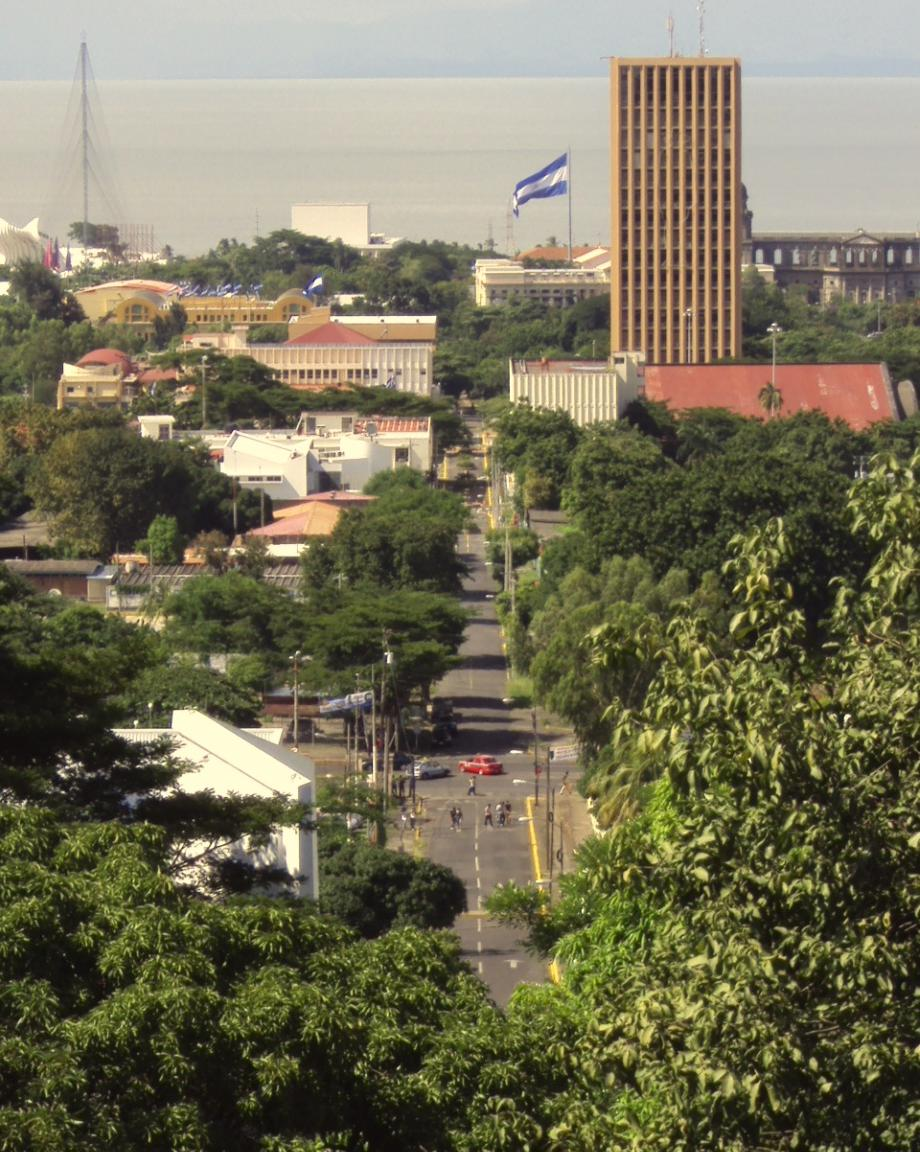
Staré město